# Tsjechië op het Europees kampioenschap voetbal 2016
Tsjechië was een van de deelnemende landen aan het Europees kampioenschap voetbal 2016 in Frankrijk. Het was de vijfde deelname voor het land dat in 1996 de finale bereikte. Voor bondscoach Pavel Vrba was het de eerste keer dat hij aan het EK voetbal deelnam. Tsjechië werd in de groepsfase uitgeschakeld.

## Kwalificatie

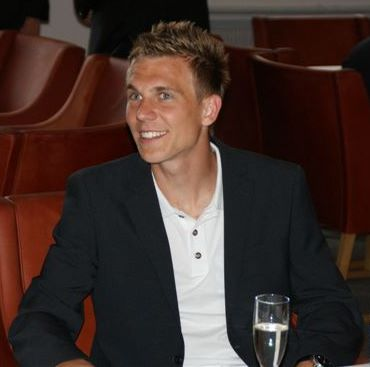
De aanvallende middenvelder Bořek Dočkal scoorde vier keer tijdens de kwalificatiecampagne.

Tsjechië begon op 9 september 2014 aan de kwalificatiecampagne voor het EK. Het elftal van Pavel Vrba begon thuis tegen Nederland, dat enkele maanden eerder derde was geworden op het WK in Brazilië. De Tsjechen wonnen het duel na een laat doelpunt van Václav Pilař, die een slechte terugspeelbal van Darryl Janmaat afstrafte.
Een maand later ging Tsjechië opnieuw met drie belangrijke punten aan de haal. Het team van Vrba kwam in Turkije al snel achter, maar won via doelpunten van Tomáš Sivok en Bořek Dočkal alsnog met 1-2. Drie dagen later gingen de Tsjechen ook winnen in Kazachstan. Op het kunstgras van Astana werd het 2-4 na goals van Dočkal, David Lafata, Ladislav Krejčí en Tomáš Necid. Door de zege kwam Tsjechië net als IJsland aan de leiding in groep A. Op 16 november 2014 streden beide teams tegen elkaar om de leidersplaats. In het Tsjechische Pilsen werd het 2-1 voor de thuisploeg. IJsland kwam vroeg op voorsprong, maar dankzij Pavel Kadeřábek en een eigen doelpunt van doelman Hannes Þór Halldórsson, die te laat reageerde op een afgeweken voorzet, behield Tsjechië het maximum van de punten.
Na de jaarwisseling sprong IJsland opnieuw over Tsjechië. Het team van bondscoach Vrba speelde tegen Letland en keek een hele wedstrijd tegen een achterstand aan. Pas in de 91e minuut kon Pilař nog een punt uit de brand slepen. Nadien gingen de Tsjechen in IJsland verliezen met 2-1. Ditmaal was het IJsland dat ondanks een achterstand alsnog aan het langste eind trok.
Tsjechië zakte terug naar de tweede plaats en zag de voorsprong op Nederland herleid worden tot drie punten. Het team van Vrba deed echter een gouden zaak door vervolgens twee keer op rij te winnen. Eerst werd voor eigen volk gewonnen van Kazachstan. De bezoekers kwamen op voorsprong, maar dankzij twee late goals van supersub Milan Škoda wist Tsjechië toch nog te winnen. Drie dagen later, op 6 september 2015, werd ook Letland verslagen. Het werd 1-2 na doelpunten van David Limberský en Vladimir Darida. Door de zege was Tsjechië zeker van een plaats op het EK.
Op 10 oktober 2015 verloor Tsjechië met 0-2 van Turkije, dat nog steeds kans maakte op de derde plaats. Op de slotspeeldag gingen de Tsjechen in de Amsterdam ArenA winnen van Nederland. Het team van Vrba kwam 0-3 voor via goals van Kadeřábek, Josef Šural en een eigen doelpunt van Robin van Persie. Oranje kwam in extremis nog terug tot 2-3, maar kon geen punt meer uit de brand slepen. Door de overbodige zege werd Tsjechië alsnog groepswinnaar.

### Kwalificatieduels
| 9 september 2014 | Tsjechië   | 2 – 1 | Nederland  |
| 10 oktober 2014  | Turkije    | 1 – 2 | Tsjechië   |
| 13 oktober 2014  | Kazachstan | 2 – 4 | Tsjechië   |
| 16 november 2014 | Tsjechië   | 2 – 1 | IJsland    |
| 28 maart 2015    | Tsjechië   | 1 – 1 | Letland    |
| 12 juni 2015     | IJsland    | 2 – 1 | Tsjechië   |
| 3 september 2015 | Tsjechië   | 2 – 1 | Kazachstan |
| 6 september 2015 | Letland    | 1 – 2 | Tsjechië   |
| 10 oktober 2015  | Tsjechië   | 0 – 2 | Turkije    |
| 13 oktober 2015  | Nederland  | 2 – 3 | Tsjechië   |

### Stand groep A
| Nr. | Land       | GW | W | G | V | DV | DT | DS  | Ptn |
| --- | ---------- | -- | - | - | - | -- | -- | --- | --- |
| 1   | Tsjechië   | 10 | 7 | 1 | 2 | 19 | 14 | +5  | 22  |
| 2   | IJsland    | 10 | 6 | 2 | 2 | 17 | 6  | +11 | 20  |
| 3   | Turkije    | 10 | 5 | 3 | 2 | 14 | 9  | +5  | 18  |
| 4   | Nederland  | 10 | 4 | 1 | 5 | 17 | 14 | +3  | 13  |
| 5   | Kazachstan | 10 | 1 | 2 | 7 | 7  | 18 | -11 | 5   |
| 6   | Letland    | 10 | 0 | 5 | 5 | 6  | 19 | -13 | 5   |

### Selectie en statistieken

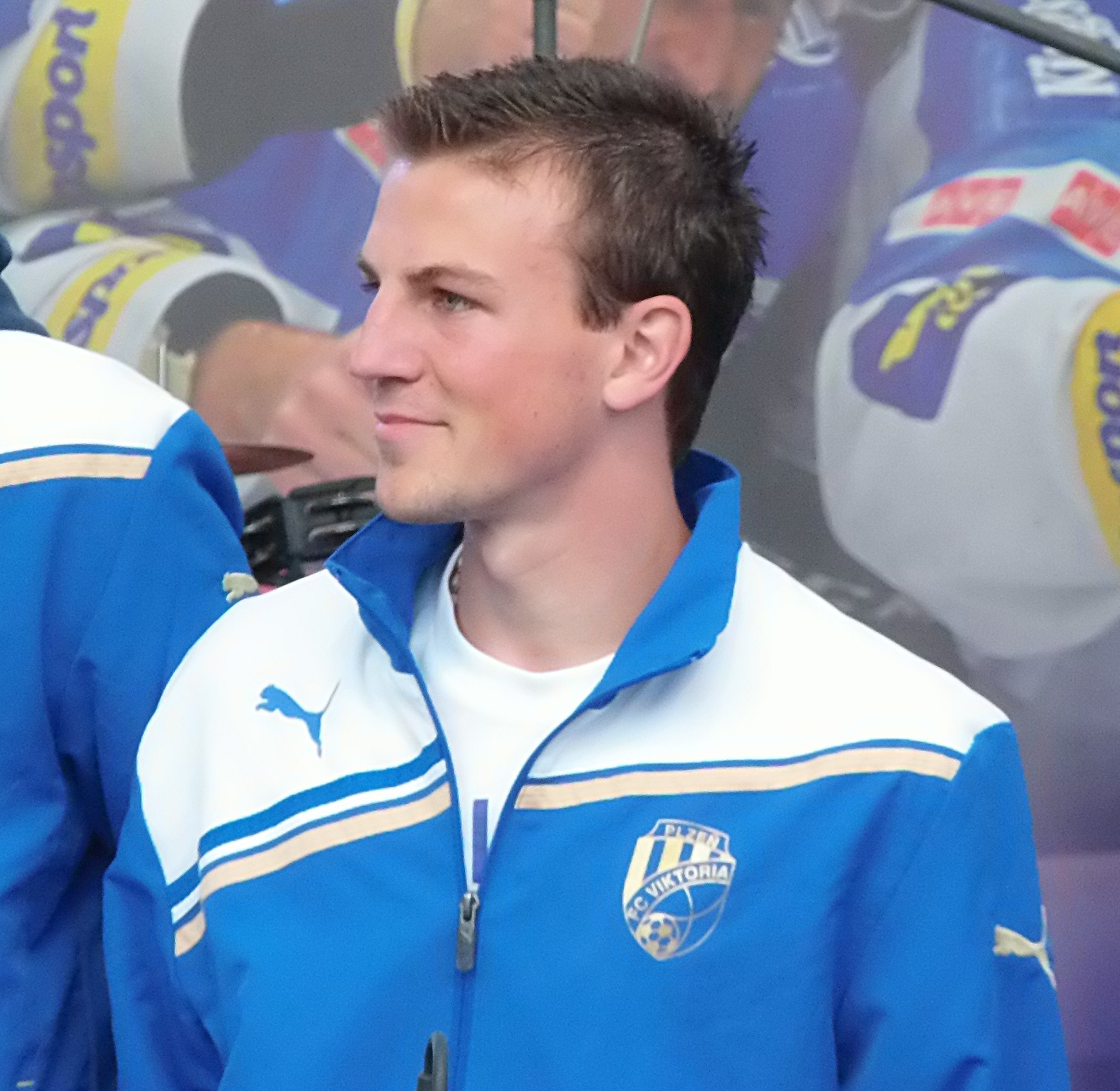
Middenvelder Vladimír Darida miste geen enkele kwalificatiewedstrijd.

Bondscoach Pavel Vrba maakte tijdens de kwalificatiecampagne gebruik van 31 spelers.
| Naam                   | GW |   | AS |   |   |   |   |   |
| ---------------------- | -- | - | -- | - | - | - | - | - |
| Vladimír Darida        | 10 | 1 | 0  | 1 | 0 | 0 | 1 | 1 |
| Petr Čech              | 9  | 0 | 0  | 0 | 0 | 0 | 0 | 0 |
| Bořek Dočkal           | 9  | 4 | 0  | 3 | 0 | 0 | 0 | 4 |
| Pavel Kadeřábek        | 9  | 2 | 0  | 0 | 0 | 0 | 0 | 0 |
| Ladislav Krejčí        | 9  | 1 | 0  | 2 | 0 | 0 | 2 | 7 |
| Václav Procházka       | 9  | 0 | 0  | 1 | 0 | 0 | 3 | 0 |
| David Lafata           | 7  | 1 | 0  | 0 | 0 | 0 | 0 | 5 |
| David Limberský        | 7  | 1 | 0  | 2 | 0 | 0 | 0 | 0 |
| Michal Kadlec          | 6  | 0 | 0  | 0 | 0 | 0 | 0 | 0 |
| Václav Pilař           | 6  | 2 | 0  | 0 | 0 | 0 | 5 | 2 |
| Tomáš Necid            | 5  | 1 | 0  | 0 | 0 | 0 | 3 | 1 |
| Jaroslav Plašil        | 5  | 0 | 0  | 0 | 0 | 0 | 1 | 2 |
| Tomáš Rosický          | 5  | 0 | 0  | 1 | 0 | 0 | 0 | 1 |
| Milan Škoda            | 5  | 2 | 0  | 0 | 0 | 0 | 4 | 0 |
| David Pavelka          | 4  | 0 | 0  | 1 | 0 | 0 | 0 | 0 |
| Tomáš Sivok            | 4  | 1 | 0  | 0 | 0 | 0 | 1 | 0 |
| Marek Suchý            | 4  | 0 | 0  | 0 | 0 | 1 | 0 | 0 |
| Josef Šural            | 4  | 1 | 0  | 0 | 0 | 0 | 1 | 3 |
| Lukáš Vácha            | 4  | 0 | 0  | 0 | 0 | 0 | 0 | 2 |
| Theodor Gebre Selassie | 3  | 0 | 0  | 1 | 0 | 0 | 0 | 1 |
| Daniel Kolář           | 3  | 0 | 0  | 1 | 0 | 0 | 1 | 1 |
| Jiří Skalák            | 3  | 0 | 0  | 1 | 0 | 0 | 1 | 1 |
| Matěj Vydra            | 2  | 0 | 0  | 0 | 0 | 0 | 2 | 0 |
| Václav Kadlec          | 1  | 0 | 0  | 0 | 0 | 0 | 1 | 0 |
| Tomáš Kalas            | 1  | 0 | 0  | 0 | 0 | 0 | 1 | 0 |
| Jan Kopic              | 1  | 0 | 0  | 0 | 0 | 0 | 1 | 0 |
| Filip Novák            | 1  | 0 | 0  | 1 | 0 | 0 | 0 | 0 |
| Milan Petržela         | 1  | 0 | 0  | 0 | 0 | 0 | 1 | 0 |
| Daniel Pudil           | 1  | 0 | 0  | 0 | 0 | 0 | 0 | 0 |
| Tomáš Vaclík           | 1  | 0 | 0  | 0 | 0 | 0 | 0 | 0 |
| Ondřej Vaněk           | 1  | 0 | 0  | 0 | 0 | 0 | 1 | 0 |

## EK-voorbereiding

### Wedstrijden
|                                                   |                                           |       |              |                                                                                         |
| 13 november 2015 «onderlinge duels» 20:30 (UTC+1) | Tsjechië                                  | 4 – 1 | Servië       | Městský stadion, Ostrava Toeschouwers: 14.975 Scheidsrechter: Vladimir Vnuk (Slowakije) |
| 13 november 2015 «onderlinge duels» 20:30 (UTC+1) | Sivok 17' Necid 63' (pen.) Zahustel 90+3' |       | 78' Škuletić | Městský stadion, Ostrava Toeschouwers: 14.975 Scheidsrechter: Vladimir Vnuk (Slowakije) |

|                                                   |                                     |       |            |                                                                                             |
| 17 november 2015 «onderlinge duels» 20:45 (UTC+1) | Polen                               | 3 – 1 | Tsjechië   | Stadion Miejski, Wrocław Toeschouwers: 40.793 Scheidsrechter: Sándor Andó-Szabó (Hongarije) |
| 17 november 2015 «onderlinge duels» 20:45 (UTC+1) | Milik 3' Jodłowiec 12' Grosicki 71' |       | 41' Krejčí | Stadion Miejski, Wrocław Toeschouwers: 40.793 Scheidsrechter: Sándor Andó-Szabó (Hongarije) |

|                                                |          |          |           |                                                                                      |
| 24 maart 2016 «onderlinge duels» 20:45 (UTC+1) | Tsjechië | 0 – 1    | Schotland | Generali Arena, Praag Toeschouwers: 14.580 Scheidsrechter: Paul McLaughlin (Ierland) |
| 24 maart 2016 «onderlinge duels» 20:45 (UTC+1) |          | 10' Anya |           | Generali Arena, Praag Toeschouwers: 14.580 Scheidsrechter: Paul McLaughlin (Ierland) |

|                                                |          |       |           |                                                                                   |
| 29 maart 2016 «onderlinge duels» 20:30 (UTC+2) | Zweden   | 1 – 1 | Tsjechië  | Friends Arena, Solna Toeschouwers: 18.745 Scheidsrechter: Bas Nijhuis (Nederland) |
| 29 maart 2016 «onderlinge duels» 20:30 (UTC+2) | Berg 14' |       | 26' Vydra | Friends Arena, Solna Toeschouwers: 18.745 Scheidsrechter: Bas Nijhuis (Nederland) |

|                                              |                                                                   |       |       | |
| 27 mei 2016 «onderlinge duels» 18:00 (UTC+2) | Tsjechië                                                          | 6 – 0 | Malta | Kufstein Arena, Kufstein (Oostenrijk) Toeschouwers: 1.000 Scheidsrechter: Dominik Ouschan (Oostenrijk) |
| 27 mei 2016 «onderlinge duels» 18:00 (UTC+2) | Plašil 15' Škoda 21' Hubník 40' Lafata 74' Necid 81' Schick 90+1' |       |       | Kufstein Arena, Kufstein (Oostenrijk) Toeschouwers: 1.000 Scheidsrechter: Dominik Ouschan (Oostenrijk) |

|                                              |            |       |                       | |
| 1 juni 2016 «onderlinge duels» 18:00 (UTC+2) | Rusland    | 1 – 2 | Tsjechië              | Tivoli Stadion Tirol, Innsbruck (Oostenrijk) Toeschouwers: 650 Scheidsrechter: Robert Schörgenhofer (Oostenrijk) |
| 1 juni 2016 «onderlinge duels» 18:00 (UTC+2) | Kokorin 6' |       | 49' Rosický 90' Necid | Tivoli Stadion Tirol, Innsbruck (Oostenrijk) Toeschouwers: 650 Scheidsrechter: Robert Schörgenhofer (Oostenrijk) |

|                                              |           |       |                  |                                                                                 |
| 5 juni 2016 «onderlinge duels» 15:10 (UTC+2) | Tsjechië  | 1 – 2 | Zuid-Korea       | Eden Aréna, Praag Toeschouwers: 16.490 Scheidsrechter: Daniel Stefański (Polen) |
| 5 juni 2016 «onderlinge duels» 15:10 (UTC+2) | Suchý 46' |       | 26' Yoon 40' Suk | Eden Aréna, Praag Toeschouwers: 16.490 Scheidsrechter: Daniel Stefański (Polen) |

## Het Europees kampioenschap
De loting vond op 12 december 2015 plaats in Parijs. Tsjechië werd ondergebracht in groep D, samen met Spanje, Turkije en Kroatië.
Tsjechië verloor het eerste groepsduel met 0-1 van Spanje. Gerard Piqué kopte in de 87e minuut het enige doelpunt van de wedstrijd binnen vanuit een voorzet van Andrés Iniesta. Het tweede groepsduel van de Tsjechen eindigde in 2-2, tegen Kroatië. Tsjechië kwam in de 37e minuut eerst achter. Milan Badelj zette op het middenveld Jaroslav Plašil van de bal en gaf die in dezelfde beweging op links mee aan Ivan Perišić. Die liep door tot in het strafschopgebied, deed geen poging om Tomáš Sivok nog te passeren en schoot de bal diagonaal over de grond achter Petr Čech. Het werd 0-2 in de 59e minuut. Marcelo Brozović onderschepte een pass van Roman Hubník en stuurde Ivan Rakitić daarna alleen op het Tsjechische doel af. Hij stiftte de bal vervolgens over Čech. Tsjechië verkleinde na 75 minuten de achterstand tot 1-2. Tomáš Rosický gaf met de buitenkant van zijn rechtervoet een voorzet die invaller Milan Škoda ter hoogte van de strafschopstip rechts in de bovenhoek kopte. In de derde minuut van de blessuretijd maakten de Tsjechen gelijk. Čech schoot een bal vanaf eigen helft het Kroatische strafschopgebied in, waarna Domagoj Vida die tijdens een duel met Tomáš Sivok op zijn hand kreeg. Invaller Tomáš Necid benutte de gegeven penalty. Tsjechië sloot het toernooi af met een tweede nederlaag, 0-2 tegen Turkije. Burak Yılmaz zette de Turken in de tiende minuut op 0-1 nadat hij een voorzet van de op rechts weggestuurde Emre Mor in de korte hoek achter Čech schoot. De eindstand kwam in de 65e minuut op het bord. Selçuk İnan bracht een vrije trap het strafschopgebied van Tsjechië in, die Mehmet Topal vanaf de rand van het doelgebied teruglegde op Ozan Tufan. Hij schoot de bal vervolgens hoog in de korte hoek. Met één punt eindigde Tsjechië het toernooi op de vierde plaats in de groep.

### Uitrustingen
| Thuis | Uit | Doelman | Doelman |

### Technische staf
|                 |                   |
| Functie         | Naam              |
| Bondscoach      | Pavel Vrba (foto) |
| Assistent-coach | Karel Krejčí      |
| Assistent-coach | Zdeněk Svoboda    |
| Keeperstrainer  | Jan Stejskal      |

### Selectie en statistieken
| Nr. | Naam                   | Geboortedatum | GW |   |   |   |   |   |   | Club                | Positie(s) |
| --- | ---------------------- | ------------- | -- | - | - | - | - | - | - | ------------------- | ---------- |
| 1   | Petr Čech              | 20-05-1982    | 3  | 0 | 0 | 0 | 0 | 0 | 0 | Arsenal             | GK         |
| 2   | Pavel Kadeřábek        | 25-04-1992    | 3  | 0 | 0 | 0 | 0 | 0 | 0 | Hoffenheim          | RB, RW     |
| 3   | Michal Kadlec          | 13-12-1984    | 0  | 0 | 0 | 0 | 0 | 0 | 0 | Fenerbahçe          | CB, LB     |
| 4   | Theodor Gebre Selassie | 24-12-1986    | 1  | 0 | 0 | 0 | 0 | 0 | 1 | Werder Bremen       | RB, RM, LB |
| 5   | Roman Hubník           | 06-06-1984    | 3  | 0 | 0 | 0 | 0 | 0 | 0 | Viktoria Pilsen     | CB, LB     |
| 6   | Tomáš Sivok            | 15-09-1983    | 3  | 0 | 1 | 0 | 0 | 0 | 0 | Bursaspor           | CB         |
| 7   | Tomáš Necid            | 13-08-1989    | 3  | 1 | 0 | 0 | 0 | 1 | 1 | Bursaspor           | CF         |
| 8   | David Limberský        | 06-10-1983    | 2  | 0 | 1 | 0 | 0 | 0 | 0 | Viktoria Pilsen     | LB         |
| 9   | Bořek Dočkal           | 30-09-1988    | 1  | 0 | 0 | 0 | 0 | 0 | 1 | Sparta Praag        | RW, LW, AM |
| 10  | Tomáš Rosický          | 04-10-1980    | 2  | 0 | 0 | 0 | 0 | 0 | 1 | Arsenal             | CM, AM, RW |
| 11  | Daniel Pudil           | 27-09-1985    | 1  | 0 | 0 | 0 | 0 | 0 | 0 | Sheffield Wednesday | LB, LM     |
| 12  | Milan Škoda            | 16-01-1986    | 2  | 1 | 0 | 0 | 0 | 2 | 0 | Slavia Praag        | CF, CB     |
| 13  | Jaroslav Plašil        | 05-01-1982    | 3  | 0 | 1 | 0 | 0 | 0 | 2 | Bordeaux            | CM, DM     |
| 14  | Daniel Kolář           | 27-10-1985    | 1  | 0 | 0 | 0 | 0 | 1 | 0 | Viktoria Pilsen     | AM         |
| 15  | David Pavelka          | 18-05-1991    | 2  | 0 | 1 | 0 | 0 | 1 | 1 | Kasımpaşa           | CM, DM     |
| 16  | Tomáš Vaclík           | 29-03-1989    | 0  | 0 | 0 | 0 | 0 | 0 | 0 | FC Basel            | GK         |
| 17  | Marek Suchý            | 29-03-1988    | 0  | 0 | 0 | 0 | 0 | 0 | 0 | FC Basel            | CB         |
| 18  | Josef Šural            | 30-05-1990    | 3  | 0 | 1 | 0 | 0 | 3 | 0 | Sparta Praag        | RW, LW, CF |
| 19  | Ladislav Krejčí        | 05-07-1992    | 3  | 0 | 0 | 0 | 0 | 0 | 0 | Sparta Praag        | LW         |
| 20  | Jiří Skalák            | 12-03-1992    | 1  | 0 | 0 | 0 | 0 | 0 | 1 | Brighton            | RW, LW, AM |
| 21  | David Lafata           | 18-09-1981    | 2  | 0 | 0 | 0 | 0 | 1 | 1 | Sparta Praag        | CF         |
| 22  | Vladimír Darida        | 08-08-1990    | 3  | 0 | 0 | 0 | 0 | 0 | 0 | Hertha BSC          | CM, AM     |
| 23  | Tomáš Koubek           | 26-08-1992    | 0  | 0 | 0 | 0 | 0 | 0 | 0 | Slovan Liberec      | GK         |

### Wedstrijden
| Nr. | Land     | GW | W | G | V | DV | DT | DS | Ptn |
| --- | -------- | -- | - | - | - | -- | -- | -- | --- |
| 1   | Kroatië  | 3  | 2 | 1 | 0 | 5  | 3  | +2 | 7   |
| 2   | Spanje   | 3  | 2 | 0 | 1 | 5  | 2  | +3 | 6   |
| 3   | Turkije  | 3  | 1 | 0 | 2 | 2  | 4  | -2 | 3   |
| 4   | Tsjechië | 3  | 0 | 1 | 2 | 2  | 5  | -3 | 1   |

#### Groepsfase
|                                               |           |       |          |                                                                                           |
| 13 juni 2016 «onderlinge duels» 15:00 (UTC+2) | Spanje    | 1 – 0 | Tsjechië | Stadium Municipal, Toulouse Toeschouwers: 29.400 Scheidsrechter: Szymon Marciniak (Polen) |
| 13 juni 2016 «onderlinge duels» 15:00 (UTC+2) | Piqué 87' |       |          | Stadium Municipal, Toulouse Toeschouwers: 29.400 Scheidsrechter: Szymon Marciniak (Polen) |

| Spanje | Tsjechië |

| Spanje:            |    |                 |     |
|                    |    |                 |     |
| GK                 | 12 | David de Gea    |     |
| RB                 | 16 | Juanfran        |     |
| CB                 | 3  | Gerard Piqué    |     |
| CB                 | 15 | Sergio Ramos    |     |
| LB                 | 18 | Jordi Alba      |     |
| DM                 | 5  | Sergio Busquets |     |
| CM                 | 10 | Cesc Fàbregas   | 70' |
| CM                 | 6  | Andrés Iniesta  |     |
| RW                 | 21 | David Silva     |     |
| CF                 | 7  | Álvaro Morata   | 62' |
| LW                 | 22 | Nolito          | 82' |
| Wisselspelers:     |    |                 |     |
| FW                 | 20 | Aritz Aduriz    | 62' |
| MF                 | 14 | Thiago          | 70' |
| FW                 | 11 | Pedro           | 82' |
| Coach:             |    |                 |     |
| Vicente del Bosque |    |                 |     |

| Tsjechië:      |    |                        |     |
|                |    |                        |     |
| GK             | 1  | Petr Čech              |     |
| RB             | 2  | Pavel Kadeřábek        |     |
| CB             | 6  | Tomáš Sivok            |     |
| CB             | 5  | Roman Hubník           |     |
| LB             | 8  | David Limberský        | 61' |
| CM             | 22 | Vladimír Darida        |     |
| CM             | 13 | Jaroslav Plašil        |     |
| RW             | 4  | Theodor Gebre Selassie | 86' |
| AM             | 10 | Tomáš Rosický          | 89' |
| LW             | 19 | Ladislav Krejčí        |     |
| CF             | 7  | Tomáš Necid            | 75' |
| Wisselspelers: |    |                        |     |
| FW             | 21 | David Lafata           | 75' |
| FW             | 18 | Josef Šural            | 86' |
| MF             | 15 | David Pavelka          | 89' |
| Coach:         |    |                        |     |
| Pavel Vrba     |    |                        |     |

Man van de wedstrijd:

 Andrés Iniesta

|                                               |                              |       |                         | |
| 17 juni 2016 «onderlinge duels» 18:00 (UTC+2) | Tsjechië                     | 2 – 2 | Kroatië                 | Stade Geoffroy-Guichard, Saint-Étienne Toeschouwers: 38.376 Scheidsrechter: Mark Clattenburg (Engeland) |
| 17 juni 2016 «onderlinge duels» 18:00 (UTC+2) | Škoda 75' Necid 90+3' (pen.) |       | 37' Perišić 59' Rakitić | Stade Geoffroy-Guichard, Saint-Étienne Toeschouwers: 38.376 Scheidsrechter: Mark Clattenburg (Engeland) |

| Tsjechië | Kroatië |

| Tsjechië:      |    |                 |     |
|                |    |                 |     |
| GK             | 1  | Petr Čech       |     |
| RB             | 2  | Pavel Kadeřábek |     |
| CB             | 6  | Tomáš Sivok     | 72' |
| CB             | 5  | Roman Hubník    |     |
| LB             | 8  | David Limberský |     |
| CM             | 22 | Vladimír Darida |     |
| CM             | 13 | Jaroslav Plašil | 86' |
| RW             | 20 | Jiří Skalák     | 67' |
| AM             | 10 | Tomáš Rosický   |     |
| LW             | 19 | Ladislav Krejčí |     |
| CF             | 21 | David Lafata    | 67' |
| Wisselspelers: |    |                 |     |
| FW             | 12 | Milan Škoda     | 67' |
| FW             | 18 | Josef Šural     | 67' |
| FW             | 7  | Tomáš Necid     | 86' |
| Coach:         |    |                 |     |
| Pavel Vrba     |    |                 |     |

| Kroatië:       |    |                     |       |
|                |    |                     |       |
| GK             | 23 | Danijel Subašić     |       |
| RB             | 11 | Darijo Srna         |       |
| CB             | 5  | Vedran Ćorluka      |       |
| CB             | 21 | Domagoj Vida        | 90+3' |
| LB             | 3  | Ivan Strinić        | 90+3' |
| CM             | 10 | Luka Modrić         | 62'   |
| CM             | 19 | Milan Badelj        | 14'   |
| RW             | 14 | Marcelo Brozović    | 74'   |
| AM             | 7  | Ivan Rakitić        | 90+2' |
| LW             | 4  | Ivan Perišić        |       |
| CF             | 17 | Mario Mandžukić     |       |
| Wisselspelers: |    |                     |       |
| MF             | 8  | Mateo Kovačić       | 62'   |
| DF             | 13 | Gordon Schildenfeld | 90+2' |
| DF             | 2  | Šime Vrsaljko       | 90+3' |
| Coach:         |    |                     |       |
| Ante Čačić     |    |                     |       |

Man van de wedstrijd:

 Ivan Rakitić

|                                               |          |                      |         |                                                                                              |
| 21 juni 2016 «onderlinge duels» 21:00 (UTC+2) | Tsjechië | 0 – 2                | Turkije | Stade Bollaert-Delelis, Lens Toeschouwers: 32.836 Scheidsrechter: William Collum (Schotland) |
| 21 juni 2016 «onderlinge duels» 21:00 (UTC+2) |          | 10' Yılmaz 65' Tufan |         | Stade Bollaert-Delelis, Lens Toeschouwers: 32.836 Scheidsrechter: William Collum (Schotland) |

| Tsjechië | Turkije |

| Tsjechië:      |    |                 |         |
|                |    |                 |         |
| GK             | 1  | Petr Čech       |         |
| RB             | 2  | Pavel Kadeřábek |         |
| CB             | 6  | Tomáš Sivok     |         |
| CB             | 5  | Roman Hubník    |         |
| LB             | 11 | Daniel Pudil    |         |
| CM             | 15 | David Pavelka   | 39' 56' |
| CM             | 13 | Jaroslav Plašil | 36' 90' |
| AM             | 22 | Vladimír Darida |         |
| RW             | 9  | Bořek Dočkal    | 71'     |
| CF             | 7  | Tomáš Necid     |         |
| LW             | 19 | Ladislav Krejčí |         |
| Wisselspelers: |    |                 |         |
| FW             | 12 | Milan Škoda     | 56'     |
| FW             | 18 | Josef Šural     | 71' 87' |
| MF             | 14 | Daniel Kolář    | 90'     |
| Coach:         |    |                 |         |
| Pavel Vrba     |    |                 |         |

| Turkije:       |    |                 |     |
|                |    |                 |     |
| GK             | 1  | Volkan Babacan  |     |
| RB             | 7  | Gökhan Gönül    |     |
| CB             | 15 | Mehmet Topal    |     |
| CB             | 3  | Hakan Balta     | 50' |
| LB             | 13 | İsmail Köybaşı  | 35' |
| CM             | 16 | Ozan Tufan      |     |
| CM             | 8  | Selçuk İnan     |     |
| RW             | 21 | Emre Mor        | 69' |
| AM             | 10 | Arda Turan      |     |
| LW             | 20 | Volkan Şen      | 61' |
| CF             | 17 | Burak Yılmaz    | 90' |
| Wisselspelers: |    |                 |     |
| MF             | 14 | Oğuzhan Özyakup | 61' |
| MF             | 11 | Olcay Şahan     | 69' |
| FW             | 9  | Cenk Tosun      | 90' |
| Coach:         |    |                 |     |
| Fatih Terim    |    |                 |     |

Man van de wedstrijd:

 Burak Yılmaz
FAČR · A-internationals · Bondscoaches · Selecties · Statistieken · Tsjechisch vrouwenelftal · Olympisch elftal · Tsjechië U21 · Tsjechië U20 · Tsjechië U19 · Tsjechië U18 · Tsjechië U17 · Tsjechië U16
EK 1996 · 
EK 2000 · 
EK 2004 · 
EK 2008 · 
EK 2012 · 
EK 2016 · 
EK 2020
WK 1998 · 
WK 2002 · 
WK 2006 · 
WK 2010 · 
WK 2014 · 
WK 2018 · 
WK 2022
OS 2000
1906 · 1907 · 1908 · 1909 – 1938 · 1939 · 1940 – 1993 · 1994 · 1995 · 1996 · 1997 · 1998 · 1999 · 2000 · 2001 · 2002 · 2003 · 2004 · 2005 · 2006 · 2007 · 2008 · 2009 · 2010 · 2011 · 2012 · 2013 · 2014 · 2015 · 2016 · 2017 · 2018 · 2019 · 2020 · 2021
Albanië ·
Andorra ·
Armenië ·
Australië ·
Azerbeidzjan ·
België ·
Bosnië en Herzegovina ·
Brazilië ·
Bulgarije ·
Canada ·
China ·
Costa Rica ·
Cyprus ·
Denemarken ·
Duitsland ·
Engeland ·
Estland ·
Faeröer ·
Finland ·
Frankrijk ·
Georgië ·
Ghana ·
Griekenland ·
Hongarije ·
Ierland ·
IJsland ·
Israël ·
Italië ·
Japan ·
Joegoslavië ·
Kazachstan ·
Koeweit ·
Kosovo ·
Kroatië ·
Letland ·
Libanon ·
Liechtenstein ·
Litouwen ·
Luxemburg ·
Malta ·
Marokko ·
Mexico ·
Moldavië ·
Montenegro ·
Nederland ·
Nigeria ·
Noord-Ierland ·
Noord-Macedonië ·
Noorwegen ·
Oekraïne ·
Oostenrijk ·
Paraguay ·
Peru ·
Polen ·
Portugal ·
Qatar ·
Roemenië ·
Rusland ·
San Marino ·
Saoedi-Arabië ·
Schotland ·
Servië ·
Slovenië ·
Slowakije ·
Spanje ·
Trinidad en Tobago ·
Turkije ·
Uruguay ·
Verenigde Arabische Emiraten ·
Verenigde Staten ·
Wales ·
Wit-Rusland ·
Zuid-Afrika ·
Zuid-Korea ·
Zweden ·
Zwitserland
Denemarken (2021) · 
Duitsland (1996, 2) · 
Engeland (2021) · 
Ghana (2006) · 
Griekenland (2012) · 
Italië (2006) · 
Kroatië (2016) · 
Kroatië (2021) · 
Nederland (2021) · 
Polen (2012) · 
Portugal (2008) · 
Portugal (2012) · 
Rusland (2012) · 
Schotland (2021) · 
Spanje (2016) · 
Turkije (2008) · 
Verenigde Staten (2006) ·
Zwitserland (2008)